# 福戸あや
福戸 あや（ふくと あや、1999年4月7日 - ）は、朝日放送テレビ（ABCテレビ）のアナウンサー。

## 来歴・人物
兵庫県西脇市出身。幼少期の夢は警察官だったが、小学校3年時からアナウンサーを志す。西脇市立楠丘小学校を経て、西脇市立黒田庄中学校に入学。
在学中は、全国中学校総合文化祭放送コンテストの兵庫県大会へ1年時（2012年）から2年連続で出場。1年時（第39回大会）には銅賞、2年時（2013年の第40回大会）には金賞を受賞したことによって、2年連続で近畿大会と全国大会へ進出した。2年時には、近畿大会でも優勝している。
「（NHK杯全国高校放送コンテストで毎年のように優秀な成績を収めている）強豪の放送部に入りたい」という理由で進学した兵庫県立小野高等学校では、放送部員として、2年時（2016年）から2年連続でこのコンテストの兵庫県大会と全国大会に出場。兵庫県大会のアナウンス部門では、2年時の第63回大会で準優勝、3年時（2017年）の第64回大会で優勝を成し遂げた。3年時には全国大会でも決勝に進出。この大会で入賞したことから、「兵庫県大会の成績上位者」として、第99回全国高等学校野球選手権大会開会式の司会を任された。
慶應義塾大学総合政策学部を経て、朝日放送テレビ（開会式を含めた全国高等学校野球選手権大会中継の制作局の1つ）にアナウンサー職として2022年4月1日付で入社。同期入社のアナウンサーは平野康太郎で、同年7月6日には、平野と揃ってテレビとラジオ（朝日放送ラジオ）で相次いで「初鳴き」（番組デビュ－）を果たした。同月下旬には、入社1年目ながら『甲子園への道』（全国高等学校野球選手権地方大会の速報・ダイジェスト番組）のキャスターを担当。10月改編からは、『おはよう朝日です』の平日版（一部の曜日・時間帯）と『newsおかえり』の金曜日にレギュラーで出演している。『newsおかえり』については2023年8月25日放送分で降板したが、同月に開催された第105回全国高等学校野球選手権記念大会の期間中には、『熱闘甲子園』（テレビ朝日との共同制作による大会ダイジェスト番組）で一部の企画を担当。

## 出演
☆印は現在出演中の番組。

### テレビ
- 甲子園への道☆（キャスター、2022年 - ）
  - 2022年には、東留伽（2021年からキャスターを務めていた先輩アナウンサー）と共同で進行。朝日放送→朝日放送テレビに新卒で入社したアナウンサーが、入社1年目から「キャスター」として全編の進行を任されることは、2019年までの『速報!甲子園への道』時代を含めても福戸が初めてである。
  - 2023年にはキャスターを単独で任されたほか、日本コカ・コーラが「GEORGIA」ブランドで展開しているコラボレーション企画のインフォマーシャルを番組内で担当している。
- 熱闘甲子園☆（朝日放送テレビ・テレビ朝日共同制作の全国高等学校野球選手権大会ダイジェスト番組、2023年 - ）
  - 日本コカ・コーラが単独で提供している関係で、放送上は『甲子園への道』に続いて、前述した「GEORGIA」とのコラボレーション企画のインフォマーシャルに単独で（またはキャスター陣の1人である斎藤佑樹と共に）登場。大会の期間中には、キャスター陣の1人であるヒロド歩美（2023年3月まで朝日放送テレビに勤務していたフリーアナウンサー）と揃って、放送日の試合を阪神甲子園球場のアルプススタンドで「みんなの声」（番組の終盤に編成されているミニコーナー）向けに取材している。
  - 2023年の第105回全国高等学校野球選手権記念大会テレビ中継では、2019年まで実施されていた「燃えろ!ねったまアルプス」（甲子園球場アルプススタンドからのリポート企画）が準々決勝から復活したことを受けて、「みんなの声」向けのロケ取材と並行しながら同期の平野、後輩（2023年入社）の小櫃裕太郎・大仁田美咲と共に「ねったまアルプス」のリポーターも務めている。
- おはよう朝日です☆（2022年10月3日 - ）
  - 平日版第2部（6・7時台）アシスタントの澤田有也佳が2022年10月から持病（顎口腔ジストニア）の治療を伴う長期休養（放送上は「降板」ではなく「休演」）に入ったことを受けて、澤田の役割を小西陸斗（第1部のMC）と分担すべくレギュラー出演を開始[6]。第2部では、6時台前半・7時台前半の天気予報を正木明と共に全曜日で担当するほか、火・水曜日には6時台のスポーツコーナーにも出演している。さらに、前年（2021年）の入社5日目（4月5日）から第1部（5時台）のアシスタントを務めている鷲尾千尋（いずれも先輩アナウンサー）からロケ企画を引き継いでいる。
  - 鷲尾が2023年4月2日から『サンデーLIVE!!』（朝日放送テレビ・テレビ朝日・メ～テレの共同制作による全国ネット番組）のキャスターへ起用されたことや、澤田が翌3日から第2部のアシスタントへ復帰したことを受けて、同月6日から第1部のアシスタントを鷲尾と分担（自身は木・金曜日を担当）。さらに、鷲尾が8月30日（水曜分）で『おはよう朝日です』を卒業したことに伴って、翌週（9月第1週）以降は月 - 金曜日を通じて第1部でアシスタントを務めている。
  - レギュラー出演を開始する前の2022年7月6日（水曜日）にも、新人アナウンサーの紹介企画の一環で、同期入社の平野と共にスタジオへ登場していた[5]。
- newsおかえり（金曜日フィールドキャスター、2022年10月7日 - 2023年8月25日）
  - 2023年9月以降は、自身と入れ替わる格好で鷲尾がレギュラー出演。
- あっちこっちAぇ!⭐︎（2025年4月6日-）ナレーター、小西陸斗と対で担当。
- ABC NEWS☆（不定期）

### ラジオ
- ABCニュース☆（不定期）- 2022年7月6日の『おはよう朝日です』出演後から担当[5]
- 辛坊治郎の万博ラジオ☆（アシスタント）
  - 2023年1月1日に新春特別番組として放送された後に、同年4月1日から毎週土曜日の12時台前半（12:00 - 12:15）にレギュラーで編成。

### 吹き替え
- インサイド・ヘッド2（2024年）[7]